# Washburn (Missouri)
Pour les articles homonymes, voir Washburn.
Washburn est une ville du comté de Barry, dans le Missouri, aux États-Unis,. Située au sud-ouest du comté, elle est incorporée en 1962.

## Démographie
Lors du recensement de 2010, la ville comptait une population de 435 habitants. Elle est estimée, en 2016, à 436 habitants.

## Source de la traduction
- (en) Cet article est partiellement ou en totalité issu de l’article de Wikipédia en anglais intitulé « Washburn, Missouri » (voir la liste des auteurs).